# Kuroli Géza
Kuroli Géza (Szerecseny, 1936. október 8. – 2016. augusztus 24.) magyar mezőgazdász, növényvédelmi szakmérnök, egyetemi tanár, az MTA doktora, a mosonmagyaróvári agráregyetem volt dékánja.

## Életútja

### Ifjú évek
Kuroli Géza Szerecsenyben született. A gyermeknevelés feltételeit biztosító körülmények nem hatottak tartósan. Azok romlását édesanyja korai, 1944-ben bekövetkezett halála, a második világháború, édesapja katonai szolgálata és hadifogsága, továbbá a beszolgáltatási rendszer csapásai okozták. Az általános iskolát szülőfalujában, a középiskolát Győrben végezte el. A megélhetési problémák miatt nem gondolhatott egyetemi oktatásban való részvételre. Bár szülei mezőgazdasággal foglalkoztak, fiuk kezdetben ipari pályán helyezkedett el. A továbbtanuláshoz szükséges anyagi feltételeket a szentgotthárdi Selyemszövőgyárban teremtette meg, ahol műszaki rajzolóként dolgozott 1955–től 1956-ig és ahol számos újítás fűződött a nevéhez. Szerény, de elfogadható anyagi helyzete 1956-ban lehetővé tette egyetemi tanulmányai megkezdését Mosonmagyaróváron. Amint ez kiderült, főnökei felajánlották neki, ha inkább a Műegyetemre megy, akkor öt évig technikusi fizetést biztosítanak számára, Kuroli Géza azonban ezt elutasította.

### Az óvári sortűz
A magyar forradalom eszméje egyaránt hatott Mosonmagyaróvár lakosságára és az egyetem hallgatóságára. Elsőéves gazdászként Kuroli Géza is azok között volt, akik a fővárosi és a lengyel társaikkal való szolidaritás jegyében az óvári laktanyához vonultak. Az október 26-án megtartott tüntetés véres megtorlásba torkollott az ÁVH-s laktanya előtt, a 20 éves fiatalembert a földön kúszva találta el egy golyó. A lövedék olyan roncsolást végzett a testében, hogy a győri kórházban az orvosok azt hitték, a másnap reggelt sem éri meg. A nagy vérveszteség láttán – beleegyezésével – megkapta az utolsó kenetet is. Az első kórházi éjszakát elkülönítve töltötte, mint reménytelen eset, de túlélte. A súlyos sérülés következményeit műtétek sorát igénylő gyógykezelés követte. Harminchat kilóra lefogyott, hét műtét, vérátömlesztés, és öt hónapnyi lábadozás várt rá. A nélkülözések, szervezete csökkent értékű energiái ellenére sikeresen befejezte egyetemi tanulmányait, így nem veszített évet. A győri kórházba Svédországból egy repülőgéppel hoztak gyógyszereket, s felajánlották neki, hogy velük mehet, de ő nem akarta elhagyni az országot.

### Diploma után
Tanulmányait folytatta, de ismét rossz anyagi körülmények között, mert visszakerülése időpontjára minden ruházata eltűnt. Kuroli Géza a diploma után Lovászpatonán, majd 1960 és 1962 között Pápai Állami Gazdaság központi növényvédelmének irányítójaként Pápán dolgozott. A vezetőség támogató egyetértésével ismereteit bővítve szakmérnöki oklevelet szerzett Gödöllőn, ettől számítva központi irányítója lett a növényvédelmi munkáknak. Tanulmányi eredményeire tekintettel az alma mater meghívta egyetemi tanársegédi állás betöltésére.

### Az óvári egyetemen
Elfogadva a meghívást, 1962 őszétől haláláig a Széchenyi István Egyetem Mezőgazdaság- és Élelmiszertudományi Karán és annak jogelődjein dolgozott. 1962 és 1969 között a Mosonmagyaróvári Mezőgazdasági Akadémia, majd Agrártudományi Főiskola egyetemi tanársegédje. 1969 és 1974 között a Mosonmagyaróvári Agrártudományi Főiskola, majd az AEK Mosonmagyaróvári Mezőgazdaságtudományi Karának egyetemi adjunktusa, 1974 és 1983 között egyetemi docense. 1983–tól a Pannon ATE Mosonmagyaróvári Mezőgazdaságtudományi Kar, majd a SZE-MÉK ny. egyetemi tanára.
Oktatómunkája kiteljesítéseképpen a mezőgazdasági szaktanári képesítést is megszerezte.
Növényvédelmi szakemberként nemzetközi hírnevet szerzett magának, az oktatás és a kutatás kitöltötte az életét. Az egyetem meghatározó alapegységei közül a növényvédelmi tanszéket 1972–2003 között vezette, e tisztség mellett igazgatója volt a Növénytermesztési Intézetnek (1987–1993), elnöke a Nyugat–Magyarországi Regionális Egyetemi Szövetségnek (1992–1994). Az egyetem és a kar vezetésében 22 évig (1975–1996) végzett munkát tudományos dékánhelyettesi (1975-1982), rektorhelyettesi (1982-1985) és dékáni (1985-1994), általános dékánhelyettesi (1994-1997) beosztásban. Jelentőségét illetően a nyolc és fél éves dékáni feladatellátása emelhető ki, amely időszakot a Mosonmagyaróváron végrehajtott személyi állományt érintő minőségi és tárgyi (beruházások, felújítások, műszerparkbővítés) feltételeket javító fejlesztések jellemezték. Ez idő alatt épült meg többek között a Gazdász Hotel, sok épületet felújítottak, bevezették a hallgatók számára a számítógépes oktatást, fejlesztették a műszerezettséget, az oktatói gárdában is komoly minőségi előrelépések történtek. Vezetői munkája fő célja volt az egyetemi életet meghatározó, minden terület folyamatos fejlesztése.

### Tudományos élet
A pályafutása alatt végzett kutatómunkában elért eredményeket nemzetközi és hazai tudományos konferenciákon tartott 110 előadásban, valamint 352 közleményben tárta a nyilvánosság elé, lehetőséget adva a megállapítások megismerésére és azok véleményezésére. A közleményeire való ismert hivatkozások száma 287. Kutatásai eredményeit feldolgozva egyetemi doktori (1967), kandidátusi (1972), MTA-doktori (1995) címet, illetve fokozatot szerzett. A tudományos fokozatok elnyerésére benyújtott értekezések (MTA doktori, kandidátusi, PhD) bíráló bizottságban 104 alkalommal vett részt. Irányította több hallgató TDK és szakdolgozatírásával kapcsolatos munkáját. Témavezetői tevékenysége eredménye, hogy irányításával 19 fő szerzett doktori, illetve PhD fokozatot. A Precíziós növénytermesztési módszerek elnevezésű doktori iskola vezetőjeként feladata a hazai és nemzetközi szinten egyaránt helytálló szakmai és tudományos utánpótlás nevelése. Tevékeny évtizedei során több kari, egyetemi testületnek, hazai és nemzetközi szervezetnek volt elnöke, alelnöke, titkára és tagja.

### Aktív nyugállomány
Az egyetemen eltöltött 44 évet átfogó oktató- és kutatómunka során felmutatott teljesítményére figyelemmel, 2006-ban, 70 évesen professzori beosztással vonult nyugállományba. Ha nem is olyan mértékben, mint addig, de Kuroli professzor továbbra is aktívan tevékenykedik az agráregyetemen, amit az egyetem vezetősége 2007-ben Professor Emeritus cím adományozásával ismert el. 
 Kuroli Géza professzor nős. A házaspárnak két leánya van, Éva és Mónika.

## Szakképzettsége
- Mosonmagyaróvári Mezőgazdasági Akadémia – mezőgazdasági mérnök (1960.)
- Agrártudományi Egyetem Mezőgazdaságtudományi Kar, Gödöllő – mezőgazdasági szakmérnök (növényvédelem) (1961.)
- Mezőgazdasági Mérnök Továbbképzi Intézet Tanárképző Szak – mezőgazdasági szaktanár (1965.)
- Management Training (New York Állami Egyetem szervezésében) 1992.

Tudományos fokozatai:
- Egyetemi doktor (1967.)
- A mezőgazdasági tudomány kandidátusa (1972.)
- A mezőgazdasági tudomány doktora (MTA doktora) (1995.)
- Professor Emeritus (2007.)

## Elismerések, díjak
- GTE Egyesületi Érem (1984)
- Mezőgazdaság Fejlesztéséért Emlékérem (1986,1991)
- A Magyar Köztársasági Érdemrend középkeresztje (1993)
- Óvár Emlékérem I. fokozata (1997)
- Horváth Géza-emlékérem (1999)
- Kovács Béla-díj (2000)
- Nyugat-Magyarországi Egyetemért Emlékérem (2000)
- Győr-Moson-Sopron Megye Szolgálatáért Díj, Környezetvédelmi tagozat (2003)
- 50 év a Mezőgazdaság Szolgálatában emlékérem (2004)
- Magyar Felsőoktatásért emlékplakett (2004)
- Dr. Szelényi Gusztáv emlékérem (2006)

## Tudományos/szakmai közéleti tevékenysége
- MAE Győr–Sopron megyei Növényvédelmi Bizottság alelnöke, majd elnöke
- VEAB Biológiai és Entomológiai Munkabizottság titkára
- MTA VEAB elnökség tagja
- VEAB Entomológiai és Fitopatológiai Munkabizottság tagja
- Kari Tanács tagja, majd elnöke
- Dékáni Tanács tagja, majd elnöke
- Egyetemi Tanács tagja
- Rektori Tanács tagja
- Gépipari Tudományos Egyesület alelnöke
- MTA MÉM Növényvédelmi Szakbizottság tagja
- MTA Növényvédelmi Szakbizottság tagja, majd alelnöke
- Nemzetközi Lenau Társaság tagja
- MTESZ Szövetségi Kamarája Győr–Moson–Sopron megyei Szervezet Elnöksége tagja
- Magyar Iparjogvédelmi Egyesület tagja
- MAE Országos Növényvédelmi Társaság alelnöke, majd elnöke
- K + F Szántóföldi Növénytermelési Munkacsoport tagja
- Szombathelyi Állami Tangazdaság RT Igazgatótanács elnöke
- Szombathelyi Állami Tangazdaság RT Felügyeli Bizottság tagja
- PATE MTK Továbbképzi és Szaktanácsadó Intézet Igazgatótanácsának tagja
- PATE MTK Tangazdaság Igazgatótanácsának elnöke
- OTKA Élettudományi Szakkollégium Agrár 3. Bíráló Testület zsűritagja
- Egyetemi Habilitációs Bizottság (PATE) elnöke
- Mezőgazdasági Szakemberek Klubja Mosonmagyaróvár elnöke
- PATE Doktori és Habilitációs Bizottságok tagja
- NYME Doktori és Habilitációs Bizottság tagja
- NYME-MÉK Doktori és Habilitációs Bizottság tagja
- NYME-MÉK Habilitációs Bizottságának elnöke
- Széchenyi Professzori Ösztöndíj Pályázatok Bíráló Bizottság tagja
- A Biotechnológiai pályázat 2000 Szakmai Bíráló Bizottság tagja
- A Kar tanszékvezetői testületének tagja, majd elnöke

## Szerkesztő Bizottsági tagság
- Növényvédelmi Tanácsok Szerkesztő Bizottságának tagja 1993–2000
- Növényvédelem Szerkesztő Bizottságának tagja 1995–
- AGRICULTURE, Osijek Szerkesztő Bizottságának tagja 1994–
- Acta Agronomica Óváriensis Szerkesztő Bizottságának tagja 1995–

## Publikációs tevékenysége
- Glits Márton, Horváth József, Kuroli Géza, Petróczi István: Növényvédelem (Mezőgazda Kiadó, 2003)
- Szakkönyvek (szakkönyv részletek) száma: 35
- Szerkesztett tanulmánykötetek száma: 20
- Egyetemi, főiskolai jegyzetek száma: 20
- Tudományos közlemények száma: 152
- Ismeretterjesztő közlemények (szerkesztett kiadványok, szakcikkek és tanulmányok): 107
- Poszterek száma: 9
- Szoftverfejlesztés: 5
- Szabadalmak résztulajdonosa: 7

## Róla írták
- Szirmai J.: A hazai növényvírus-kutatás fejlődési szakaszai és várható haladása. Agrártudományi közlemények 1971. 30: 379-394
- Gaál B.: Új módszer: Alupigment a levéltetvek ellen. Fénylő burgonyatáblák. Petőfi népe, 1986. június 2. p. 5.
- Kalocsai M.: 175 éves hazánk első agráregyeteme. Jubileumi ünnepség Mosonmagyaróváron. Kisalföld, 1993. 48 (249): 1; 3.
- Anonymus: Kuroli professzor Kovács Béla-díja. Kisalföld, 2000. 55 (253): 8.
- MAE-Hirek: Cél az ismeretbővítés. Magyar mezőgazdaság, 2001. 56 (49): 25.
- Sáringer Gy.: A Növényvédelmi Kutató Intézet (Budapest) Keszthelyi laboratóriumának története (1952-197). Növényvédelem, 2002. 38 (8): 423-450.
- Hargitai G.: Aki az utolsó kenettel él. Vivat Academia. A Nyugat- Magyarországi Egyetem lapja, 2003. 1 (3): 4-5.
- Szondi Gy. (főszerk.): Napút évkönyv 2006. Irodalom, művészet, környezet. 10. kilencvenhat jeles hetvenes, Érdi Rózsa nyomda, 2005. 7 (10): 129-131.
- Reisinger P.: Prof dr. Kuroli Géza 70 éves. Acta Agronomica Óváriensis, 2006. 48 (2). 179-182.
- Reisinger P.: Prof dr. Kuroli Géza 70 éves. Növényvédelem, 2006. 42 (11): 629-631.
- Soós V. A.: Beszélgetés Dr. Kuroli Géza egykori elsőéves akadémistával. In: Lukácsi Z. és Vajk A. (szerk.). Mosonmagyaróvár 1956. Egyházmegyei levéltár Győr, 2006. 91-99. p.
- Tenk A.: Kuroli Géza professzor 70 éves. Vivat Academica  A Nyugat- Magyarországi Egyetem lapja, 2006. 4 (6): 14-15.